# Центральный автовокзал (Волгоград)
Центра́льный автовокза́л — автовокзал города Волгограда, расположен в Центральном районе города, напротив главного железнодорожного вокзала, по адресу улица Балонина, 11. Автовокзал имеет 20 посадочных платформ и осуществляет маршруты регионального, российского и международного значения. В среднем за сутки автовокзал выпускает от 150 до 200 рейсов.

## Здание вокзала
Здание автовокзала состоит из двух этажей. На первом этаже расположены 10 касс, расписание движения автобусов, платежные терминалы, банкоматы, кофейные автоматы, автоматы с напитками, прессой и продуктами питания, туалеты. На втором этаже расположена администрация автовокзала.

## Продажа билетов
В настоящий момент билеты можно приобрести в кассах автовокзала, в пунктах продажи билета, расположенных по городу, на сайте в электронном виде.